# Manjiyuwa
Die Manjiyuwa oder auch Manju-No-Wa, Manchira ist eine Rüstung aus Japan.

## Beschreibung
Die Manjiyuwa ist eine Art der Brigantine. Sie besteht aus mehreren Rüstungsteilen, die miteinander verbunden sind. Sie schützt die Brust, die Schultern, den oberen Rücken und die Seiten des Körpers. Sie wird angelegt in dem der Kragen um den Hals gelegt und am Rücken verschnürt wird. Die beiden Seitenteile werden unter den Armen hindurchgeführt und ebenfalls verschnürt. Es gibt verschiedene Versionen, die sich in der Art der Form und der Panzerung unterscheiden. Die Panzerung kann aus Kettenrüstung sowie auch aus Plattenrüstung oder einem Mischung der beiden bestehen. Sie wurden oft unter dem Brustpanzer (Do) getragen, aber auch allein.